# Миралья, Эмилио
Эмилио Миралья (итал. Emilio Miraglia) — итальянский кинорежиссёр и сценарист.

## Карьера в кино

### Обработка сценариев, ассистент режиссёра
Эмилио Миралья начал свою карьеру в кино в качестве обработчика сценариев, работая, преимущественно, над комедиями. В частности среди его работ того периода были картины с участием Тото, а также комедийный фильм ужасов «Мой дядя был вампиром» 1959 года с участием Кристофера Ли, Сильвией Кошиной и Ренато Раскелем. В дальнейшем Миралья переквалифицировался в ассистента режиссёра и дебютировал на этом поприще в 1960 году комедийным фильмом «Пилюли Геркулеса», который вышел на экране в 1963 году. В 1961 году Миралья также выступает в качестве ассистента при съёмках комедии «Конь офицера» режиссёра Карло Лиццани. Позднее следуют такие фильмы, как комедия «Двенадцатирукие парни с Марса» (1964), криминальный «Два врага народа» Лучо Фульчи (1964), пеплум «Геркулес и сын солнца» (1964) с Джулиано Джеммой и Марком Форестом, криминальный «Проснись и умри» режиссёра Карло Лиццани с Робертом Хоффманом и Джаном Марией Волонте в главных ролях.

### Режиссёрские работы
Полноценным режиссёрским дебютом Миральи явилась картина 1967 года «Убийство», снятая им под псевдонимом Хэл Бреди. Стилистически фильм характеризовался как шпионский боевик и рассказывал историю тайного агента (Генри Силва), смерть которого была специально инсценирована в целях исполнения им секретных заданий правительства. Некоторые критики сравнивали фильм с «Маньчжурским кандидатом» Джона Франкенхаймера и «Кремлёвскими письмами» Джона Хьюстона — из-за циничного и ультрапараноидального настроения. В 1968 году, под тем же псевдонимом, Миралья в Сан-Франциско снимает полицейский триллер «Падающий человек». В этом же году следует ещё один триллер — «Ватиканское дело» с Клаусом Кински в главной роли.
После выпуска указанного фильма Миралья на некоторое время прекратил свою кинодеятельность пока в 1971 году не снял джалло «Ночью Эвелин вышла из могилы». В 1972 году под псевдонимом Хэл Бреди вышел спагетти-вестерн «Стреляй, Джо... Стреляй снова!», а спустя некоторое время в этом же году ещё один джалло — «Красная королева убивает семь раз», ставший последней работой в кинокарьере Миральи. Именно два ранее указанных джалло сделали ему имя в глазах мировой общественности.

## Фильмография
| Год  | Русское название                  | Оригинальное название фильма           | Кто                        |
| ---- | --------------------------------- | -------------------------------------- | -------------------------- |
| 1959 | Мой дядя был вампиром             | Tempi duri per i vampiri               | обработчик сценария        |
| 1961 | Конь офицера                      | Il carabiniere a cavallo               | второй ассистент режиссёра |
| 1963 | Пилюли Геркулеса                  | Le pillole di Ercole                   | первый ассистент режиссёра |
| 1964 | Двенадцатирукие парни с Марса     | I marziani hanno dodici mani           | первый ассистент режиссёра |
| 1964 | Геркулес и сын солнца             | Ercole contro i figli del sole         | ассистент режиссёра        |
| 1964 | Два врага народа                  | I due pericoli pubblici                | ассистент режиссёра        |
| 1966 | Проснись и умри                   | Svegliati e uccidi                     | ассистент режиссёра        |
| 1967 | Убийство                          | Assassination                          | режиссёр                   |
| 1968 | Падающий человек                  | Quella carogna dell’ispettore Sterling | режиссёр                   |
| 1968 | Ватиканское дело                  | A qualsiasi prezzo                     | режиссёр                   |
| 1971 | Ночью Эвелин вышла из могилы      | La notte che Evelyn uscì dalla tomba   | режиссёр, сценарист        |
| 1972 | Стреляй, Джо... Стреляй снова!    | Spara Joe… e così sia!                 | режиссёр, сценарист        |
| 1972 | Красная королева убивает семь раз | La dama rossa uccide sette volte       | режиссёр, сценарист        |